# Casser la voix
"Casser la voix" is een nummer van de Franse zanger Patrick Bruel. Het nummer verscheen op zijn album Alors regarde uit 1989. Op 2 oktober van dat jaar werd het nummer uitgebracht als de eerste single van het album. In 1991 verscheen een liveversie van het nummer op het livealbum Si ce soir... van Bruel, die in februari 1992 op single werd uitgebracht.

## Achtergrond
"Casser la voix" is geschreven door Bruel en Gérard Presgurvic en geproduceerd door Mick Lanaro. "Casser la voix" is naar het Nederlands te vertalen als "de stem uitschreeuwen". Het nummer is geschreven in een tijd dat Bruel niet wist welke kant hij op moest met zijn carrière. Hij treurde om het uitblijven van successen na het uitbrengen van zijn eerste album De face en twijfelde of hij zijn acteercarrière voort wilde zetten. Hij was onder de indruk van een concert van Jacques Higelin op het Francofolies-festival in La Rochelle, dat hij bijwoonde, en was bang dat hij een carrière als zanger was misgelopen. Hij liep gedemoraliseerd de hele nacht door de straten van de stad en keerde rond zes uur 's ochtends terug in zijn hotel, waar hij de tekst van het nummer in een keer schreef.
Volgens Bruel is "Casser la voix" een van zijn meest persoonlijke platen. In een interview vertelde hij: "Voordat je een succes wordt, is er eerst een kreet van wanhoop." De plaat betekende in 1989-1990 de doorbraak van Bruel als zanger en zorgde voor een heuse "Bruelmania" in het Franse taalgebied. In Frankrijk kwam de plaat tot de 3e positie in de hitlijsten, terwijl in Wallonië zelfs de nummer 1 positie werd behaald.
In Nederland werd de Nederlandse Top 40 niet bereikt en bleef de plaat steken op een 10e positie in de Tipparade, terwijl de single in de Nationale Top 100 tot een 77e positie kwam 
De videoclip is geregisseerd door Joëlle Bouvier en Régis Obadia, die hier in 1990 een Victoires de la musique-prijs voor wonnen.
In 1991 bracht Bruel een liveversie van "Casser la voix" uit op het tweede deel van het livealbum Si ce soir..., die in Nederland en België in februari 1992 als single werd uitgebracht. Deze versie behaalde in het Nederlandse taalgebied een groter succes dan de studioversie uit 1989-1990.
In Nederland was de liveversie van de plaat op vrijdag 21 februari 1992 Veronica Alarmschijf op Radio 3 en werd een gigantische hit in de destijds twee landelijke hitlijsten oo de nationale publieke popzender. In zowel de Nederlandse Top 40 als de  Nationale Top 100 behaalde werd de 8e positie behaald,
In België bereikte de plaat een bescheiden 37e positie in de voorloper van de Vlaamse Ultratop 50. In zowel de Vlaamse Radio 2 Top 30 als de Waalse hitlijst werd géén notering behaald.
De plaat is door diverse artiesten gecoverd, waaronder David Hallyday, Garou en Patricia Kaas op het Les Enfoirés-album Enfoirés en 2000, alsmede door Dee Dee Bridgewater. Bruel nam in 2005 een nieuwe versie van de plaat op met Xander de Buisonjé voor diens album Succes. Dit was een tweetalige cover onder de titel "Dit is mijn stem (Casser la voix)". Deze versie werd op 23 oktober 2006 in Nederland als single uitgebracht en bereikte de 64e positie in de Single Top 100. In zowel de Nederlansse Top 40 op destijds Radio 538 als de publieke hitlijst; toentertijd de Mega Top 50 op 3FM, werd géén notering behaald.

## Hitnoteringen

### Studioversie 1989-1990

#### Nationale Top 100
| Hitnotering: 03-03-1990 t/m 31-03-1990 | Hitnotering: 03-03-1990 t/m 31-03-1990 | Hitnotering: 03-03-1990 t/m 31-03-1990 | Hitnotering: 03-03-1990 t/m 31-03-1990 | Hitnotering: 03-03-1990 t/m 31-03-1990 | Hitnotering: 03-03-1990 t/m 31-03-1990 | Hitnotering: 03-03-1990 t/m 31-03-1990 |
| Week                                   | 1                                      | 2                                      | 3                                      | 4                                      | 5                                      |                                        |
| -------------------------------------- | -------------------------------------- | -------------------------------------- | -------------------------------------- | -------------------------------------- | -------------------------------------- | -------------------------------------- |
| Positie                                | 86                                     | 77                                     | 77                                     | 88                                     | 96                                     | uit                                    |

### Liveversie 1992

#### Nederlandse Top 40
| Hitnotering: 29-02-1992 t/m 18-04-1992 | Hitnotering: 29-02-1992 t/m 18-04-1992 | Hitnotering: 29-02-1992 t/m 18-04-1992 | Hitnotering: 29-02-1992 t/m 18-04-1992 | Hitnotering: 29-02-1992 t/m 18-04-1992 | Hitnotering: 29-02-1992 t/m 18-04-1992 | Hitnotering: 29-02-1992 t/m 18-04-1992 | Hitnotering: 29-02-1992 t/m 18-04-1992 | Hitnotering: 29-02-1992 t/m 18-04-1992 | Hitnotering: 29-02-1992 t/m 18-04-1992 |
| Week                                   | 1                                      | 2                                      | 3                                      | 4                                      | 5                                      | 6                                      | 7                                      | 8                                      |                                        |
| -------------------------------------- | -------------------------------------- | -------------------------------------- | -------------------------------------- | -------------------------------------- | -------------------------------------- | -------------------------------------- | -------------------------------------- | -------------------------------------- | -------------------------------------- |
| Positie                                | 35                                     | 21                                     | 13                                     | 9                                      | 8                                      | 11                                     | 18                                     | 31                                     | uit                                    |

#### Nationale Top 100
| Hitnotering: 29-02-1992 t/m 09-05-1992 | Hitnotering: 29-02-1992 t/m 09-05-1992 | Hitnotering: 29-02-1992 t/m 09-05-1992 | Hitnotering: 29-02-1992 t/m 09-05-1992 | Hitnotering: 29-02-1992 t/m 09-05-1992 | Hitnotering: 29-02-1992 t/m 09-05-1992 | Hitnotering: 29-02-1992 t/m 09-05-1992 | Hitnotering: 29-02-1992 t/m 09-05-1992 | Hitnotering: 29-02-1992 t/m 09-05-1992 | Hitnotering: 29-02-1992 t/m 09-05-1992 | Hitnotering: 29-02-1992 t/m 09-05-1992 | Hitnotering: 29-02-1992 t/m 09-05-1992 | Hitnotering: 29-02-1992 t/m 09-05-1992 |
| Week                                   | 1                                      | 2                                      | 3                                      | 4                                      | 5                                      | 6                                      | 7                                      | 8                                      | 9                                      | 10                                     | 11                                     |                                        |
| -------------------------------------- | -------------------------------------- | -------------------------------------- | -------------------------------------- | -------------------------------------- | -------------------------------------- | -------------------------------------- | -------------------------------------- | -------------------------------------- | -------------------------------------- | -------------------------------------- | -------------------------------------- | -------------------------------------- |
| Positie                                | 71                                     | 37                                     | 24                                     | 12                                     | 10                                     | 8                                      | 13                                     | 15                                     | 34                                     | 50                                     | 70                                     | uit                                    |

#### NPO Radio 2 Top 2000
| Nummer met noteringen in de NPO Radio 2 Top 2000 | '99  | '00 | '01  | '02 | '03 | '04  | '05  | '06 | '07  | '08 | '09  | '10  | '11  | '12  | '13  | '14  | '15  | '16  | '17  | '18  | '19  | '20  | '21  | '22  | '23  | '24  |
| ------------------------------------------------ | ---- | --- | ---- | --- | --- | ---- | ---- | --- | ---- | --- | ---- | ---- | ---- | ---- | ---- | ---- | ---- | ---- | ---- | ---- | ---- | ---- | ---- | ---- | ---- | ---- |
| Casser la voix                                   | 1084 | -   | 1482 | 916 | 919 | 1154 | 1127 | 645 | 1353 | 945 | 1077 | 1010 | 1009 | 1036 | 1026 | 1077 | 1041 | 1162 | 1305 | 1650 | 1783 | 1775 | 1389 | 1133 | 1419 | 1634 |

1. ↑  Een '-' betekent dat het nummer niet was genoteerd en een vetgedrukt getal geeft de hoogste notering aan.

### Versie met Xander de Buisonjé

#### Single Top 100
| Hitnotering: 04-11-2006 t/m 25-11-2006 | Hitnotering: 04-11-2006 t/m 25-11-2006 | Hitnotering: 04-11-2006 t/m 25-11-2006 | Hitnotering: 04-11-2006 t/m 25-11-2006 | Hitnotering: 04-11-2006 t/m 25-11-2006 | Hitnotering: 04-11-2006 t/m 25-11-2006 |
| Week                                   | 1                                      | 2                                      | 3                                      | 4                                      |                                        |
| -------------------------------------- | -------------------------------------- | -------------------------------------- | -------------------------------------- | -------------------------------------- | -------------------------------------- |
| Positie                                | 98                                     | 64                                     | 93                                     | 99                                     | uit                                    |